# Visé
Visé [vize] (niederländisch Wezet, deutsch Wesent und Viset) ist eine Stadt in der Provinz Lüttich in der Wallonischen Region in Belgien.

## Geografische Lage

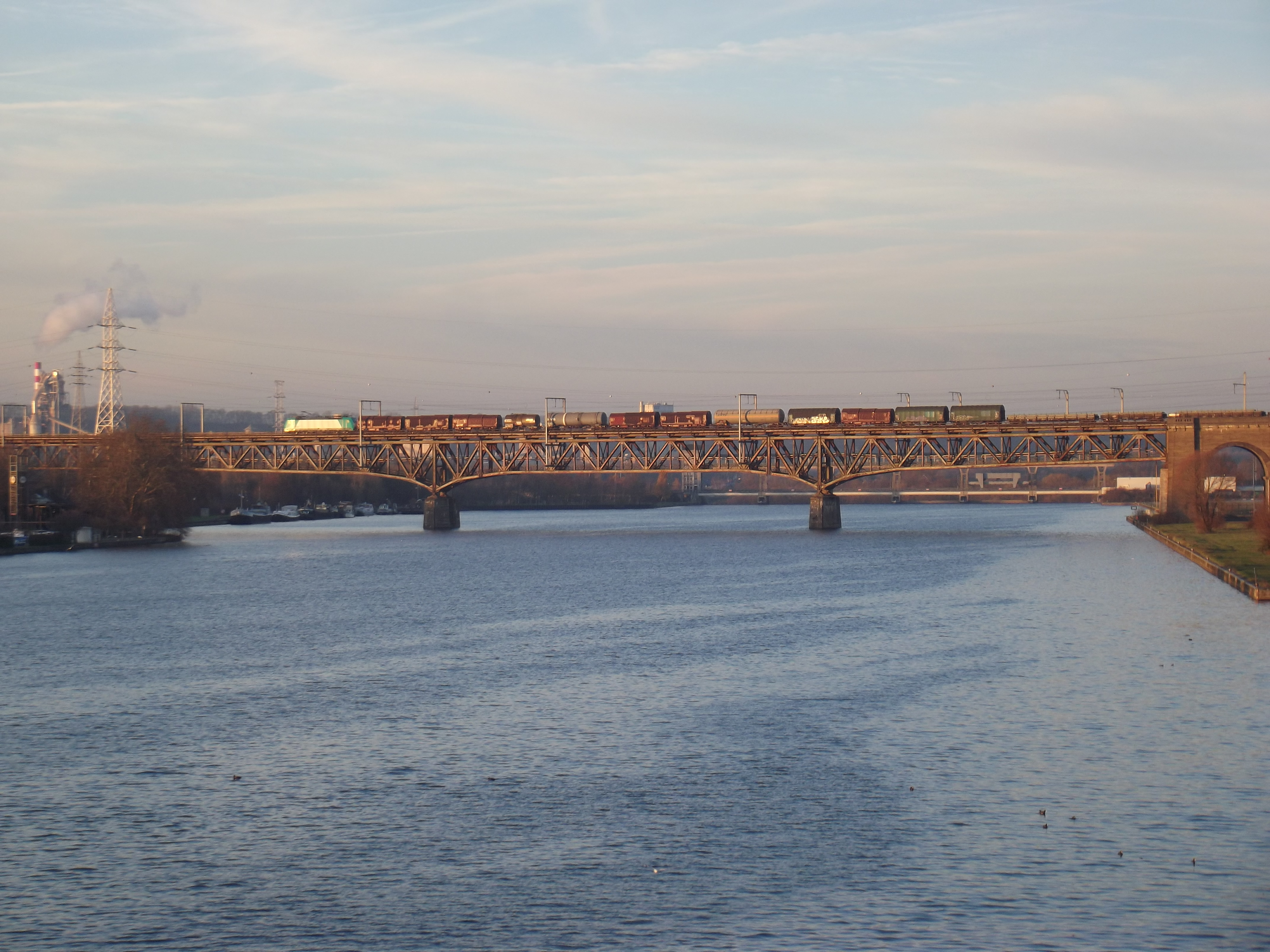
Die Maas in Visé mit der Eisenbahnbrücke Pont des Allemands der „Montzenroute“ (2013)

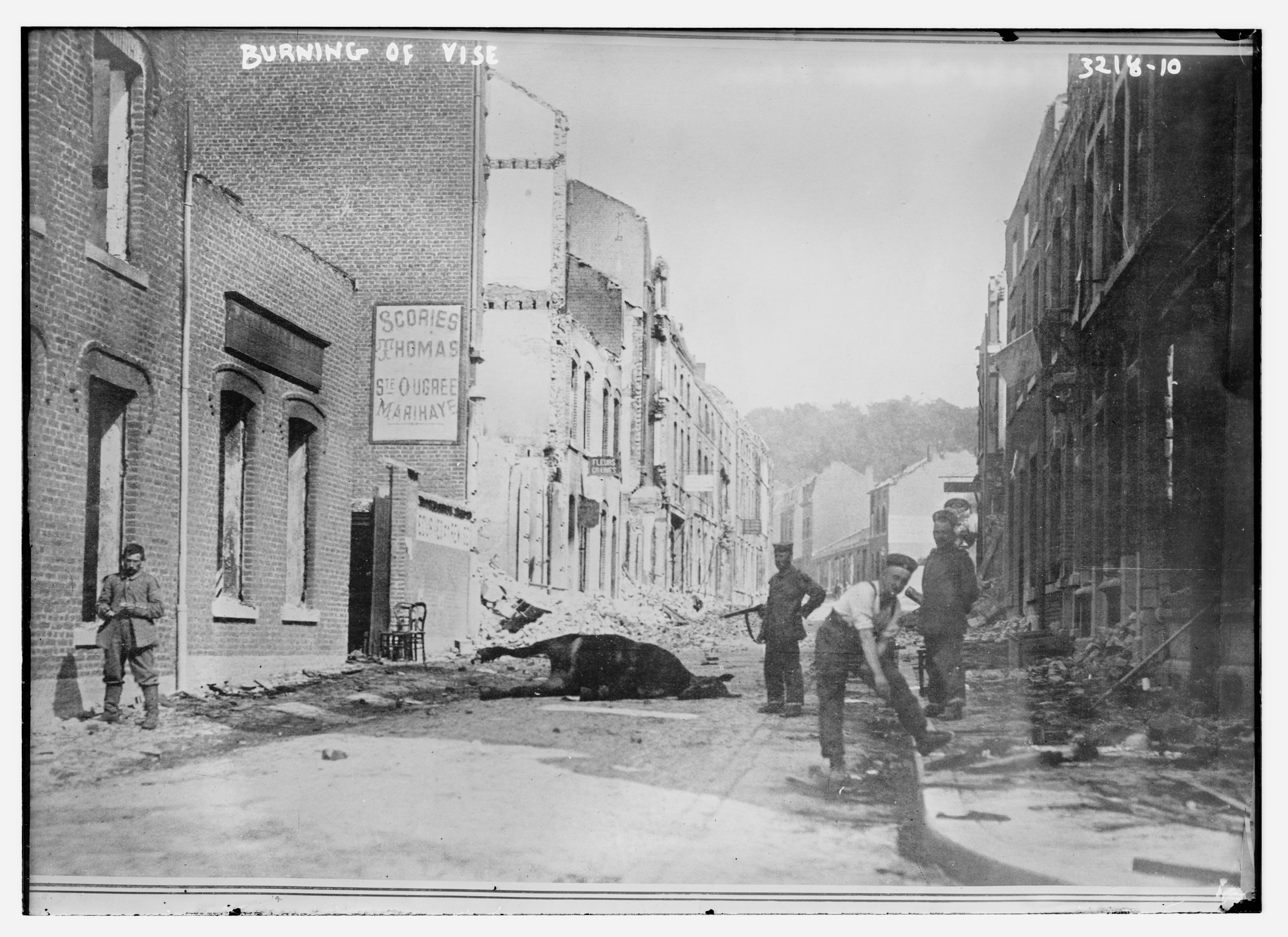
Zerstörte Häuser im Jahr 1914

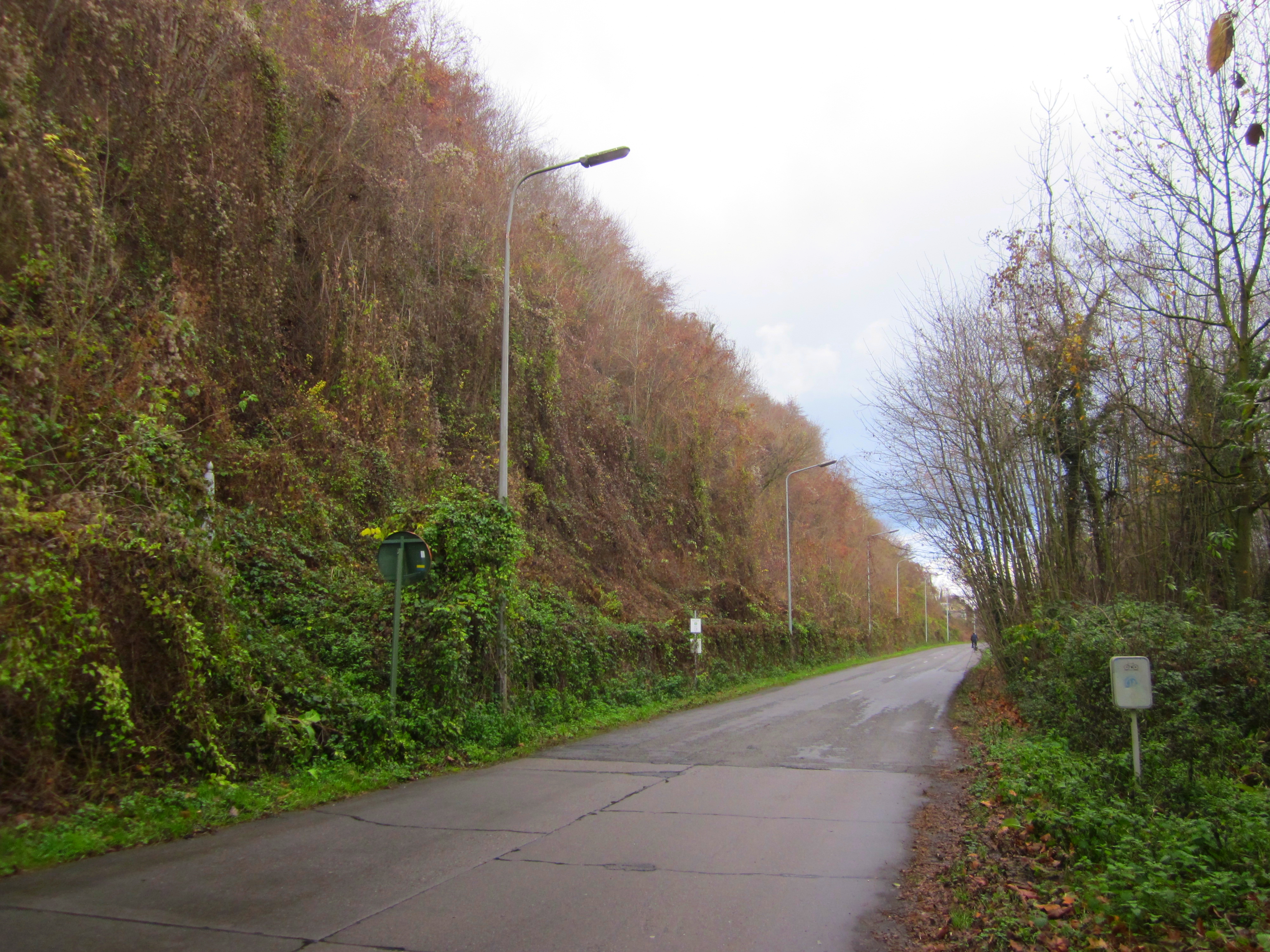
Grenzübergang von Petit Lanaye in der Gemeinde Visé nach Maastricht

Ein Teil der Gemeindegrenzen ist mit der belgisch-niederländischen Grenze identisch. Visé liegt an der Maas etwa 35 km westlich von Aachen, 20 km nordöstlich von Lüttich und 15 km südlich von Maastricht. Sie gilt als die nördlichste Stadt in Wallonien. Die Höhe wird mit 60 bis 85 m angegeben.

## Geschichte
Die erste urkundliche Erwähnung Visés ist unter den Herausgebern der Regesta Imperii umstritten. Mit dem in Urkunden von 814 und 841 genannten „Wasitico“ soll eher Wasseiges gemeint sein. Dann ist das im Teilungsvertrag von Meerssen 870 erwähnte „Veosatum“ die früheste urkundliche Erwähnung Visés, es kam hier als Grenzort zum neuen Reich Karls des Kahlen. 942 traf sich Otto I. „in Veusegus“ mit König Ludwig IV. von Frankreich, um einen Freundschaftsvertrag abzuschließen. Im gleichen Jahr stellte der Kaiser in „Wegesata“ eine Schenkungsurkunde aus. Beide Ortsnamen sollen zu Visé gehören, weil sie den Zusatz „super Mosam“ (über der Maas) tragen. 983 schenkte Otto II. dem Bischof von Lüttich den Marktzoll „in villa Viesato“. Mit Recht gilt die Zeit vom 9. Jahrhundert bis zum 13. Jahrhundert als die Blütezeit der Stadt. Im Zuge des Investiturstreits wurden am Gründonnerstag 1106 die Truppen von Heinrich V. an der Maasbrücke bei Visé vollständig geschlagen.
Im Jahre 1330 wurde die Stadtbefestigung gebaut. 1468 wurde die Stadt belagert. 1673 diente Visé dem französischen König Ludwig XIV. als Hauptquartier, als er Maastricht belagerte.
Am Anfang des Ersten Weltkriegs wurde die Stadt 1914 von deutschen Truppen fast vollständig zerstört, 23 Einwohner starben dabei.

## Bergbau
In Visé förderte die Kohlengrube „Charbonnage du Hasard a Cheratte“. Die denkmalgeschützten Teile der Tagesanlagen samt Malakow-Turm sind bis heute erhalten.

## Politik
Bürgermeisterin der Stadt ist seit Dezember 2018 Viviane Dessart, die damit Marcel Neven folgt, der von 1989 bis 2018 dieses Amt innehatte.

## Städtepartnerschaft
Seit 1958 ist die französische Gemeinde Aiguillon in Aquitanien Partnerstadt von Visé.

## Sehenswürdigkeiten
- Rekonstruktion des Rathauses aus dem 17. Jahrhundert im Stil der Renaissance
- Kirche Collégiale Saints-Martin-et-Hadelin. Sie wurde ursprünglich von einer Tochter des Karls des Großen gestiftet, am Anfang des Ersten Weltkriegs zerstört und nach dem Jahr 1925 wiederaufgebaut.
- das zum Festungsring Lüttich gehörende Fort Eben-Emael am Canal Albert
- die denkmalgeschützte ehemalige Kohlengrube „Hasard-Cheratte“ im Ortsteil Cheratte mit komplett erhaltenem Malakow-Turm aus dem Jahre 1907
- das Regionale Museum der Archäologie und Geschichte[7]

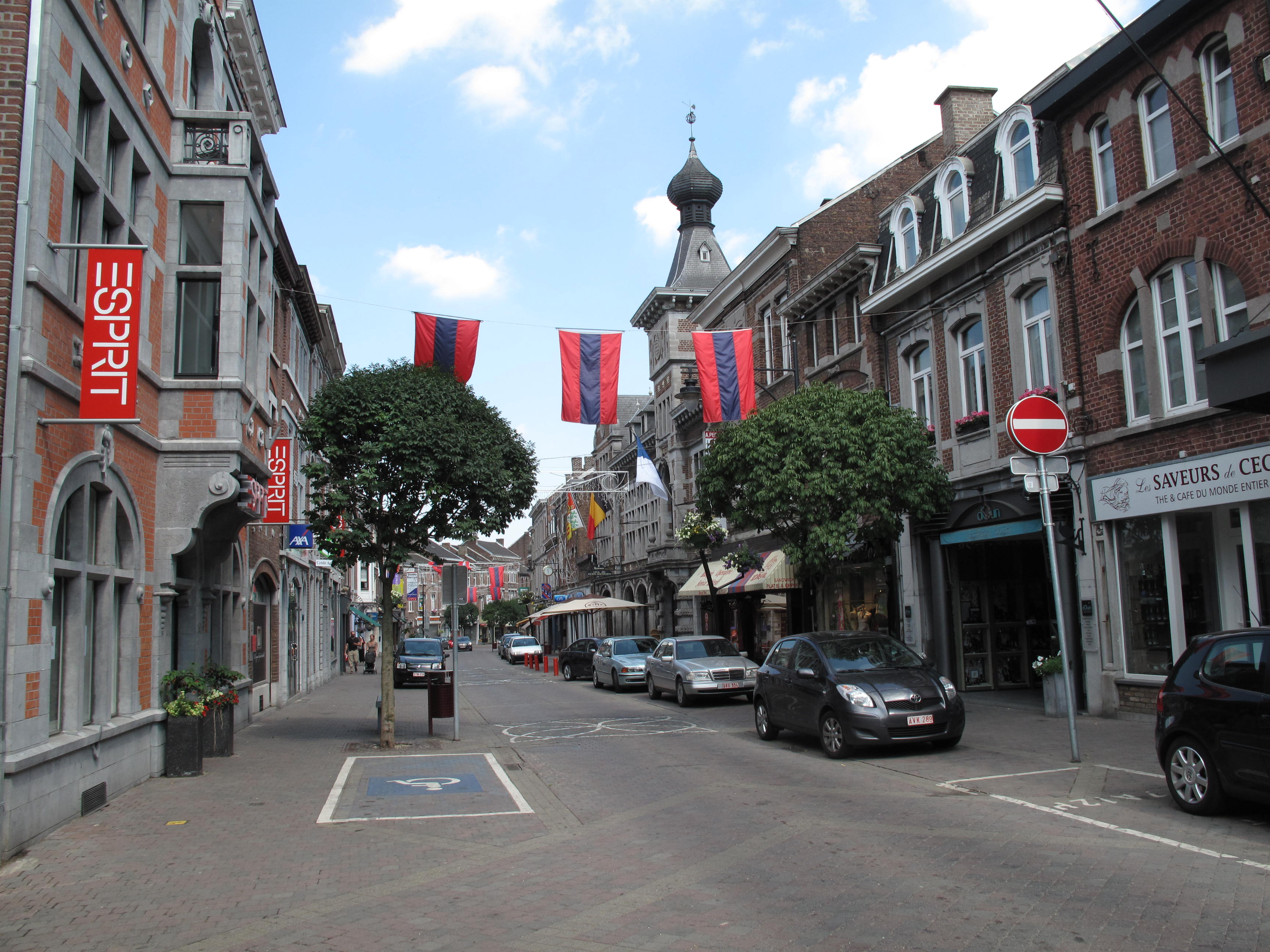
Rue des Récollets
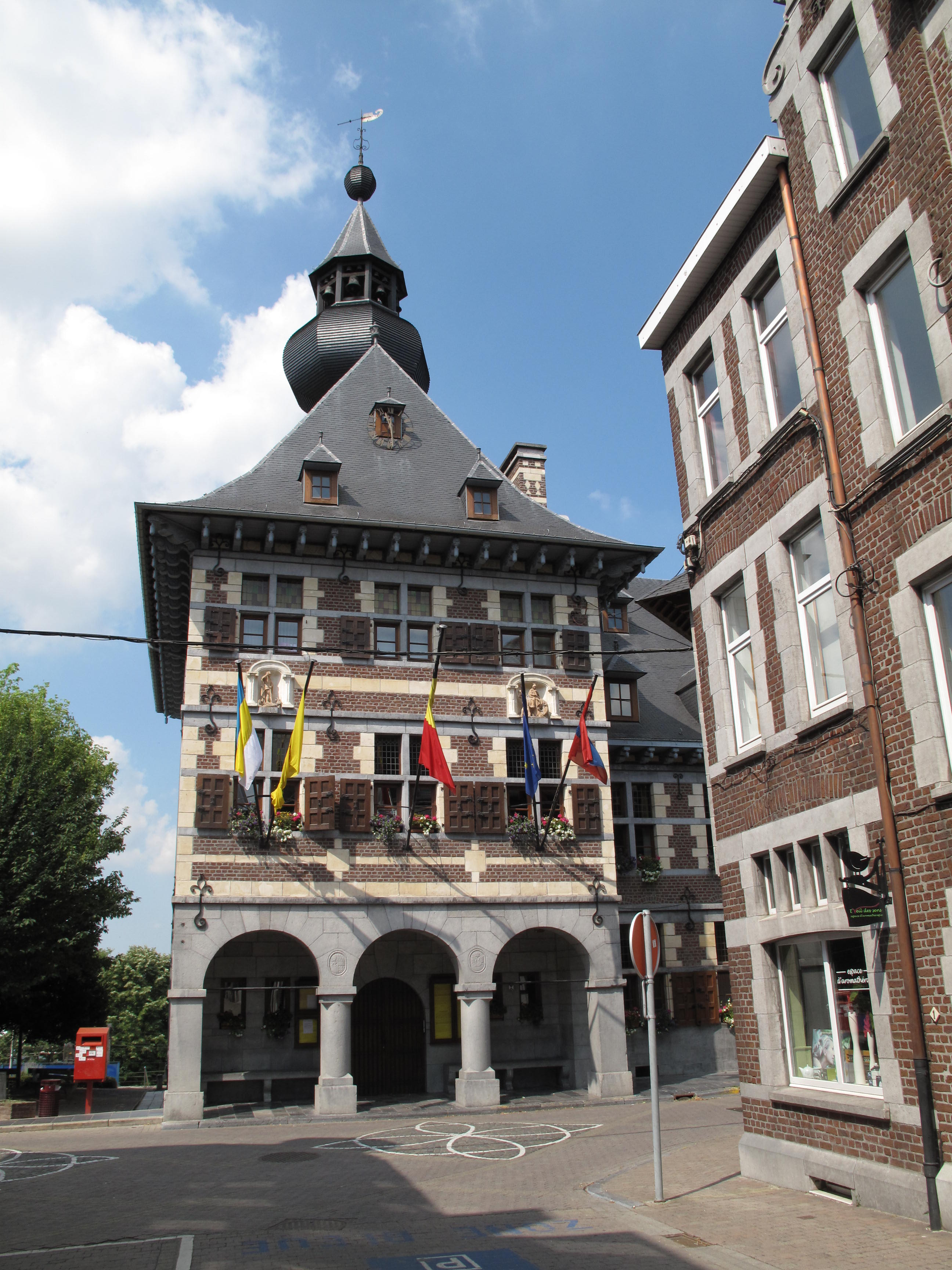
Hôtel de ville (Rathaus)
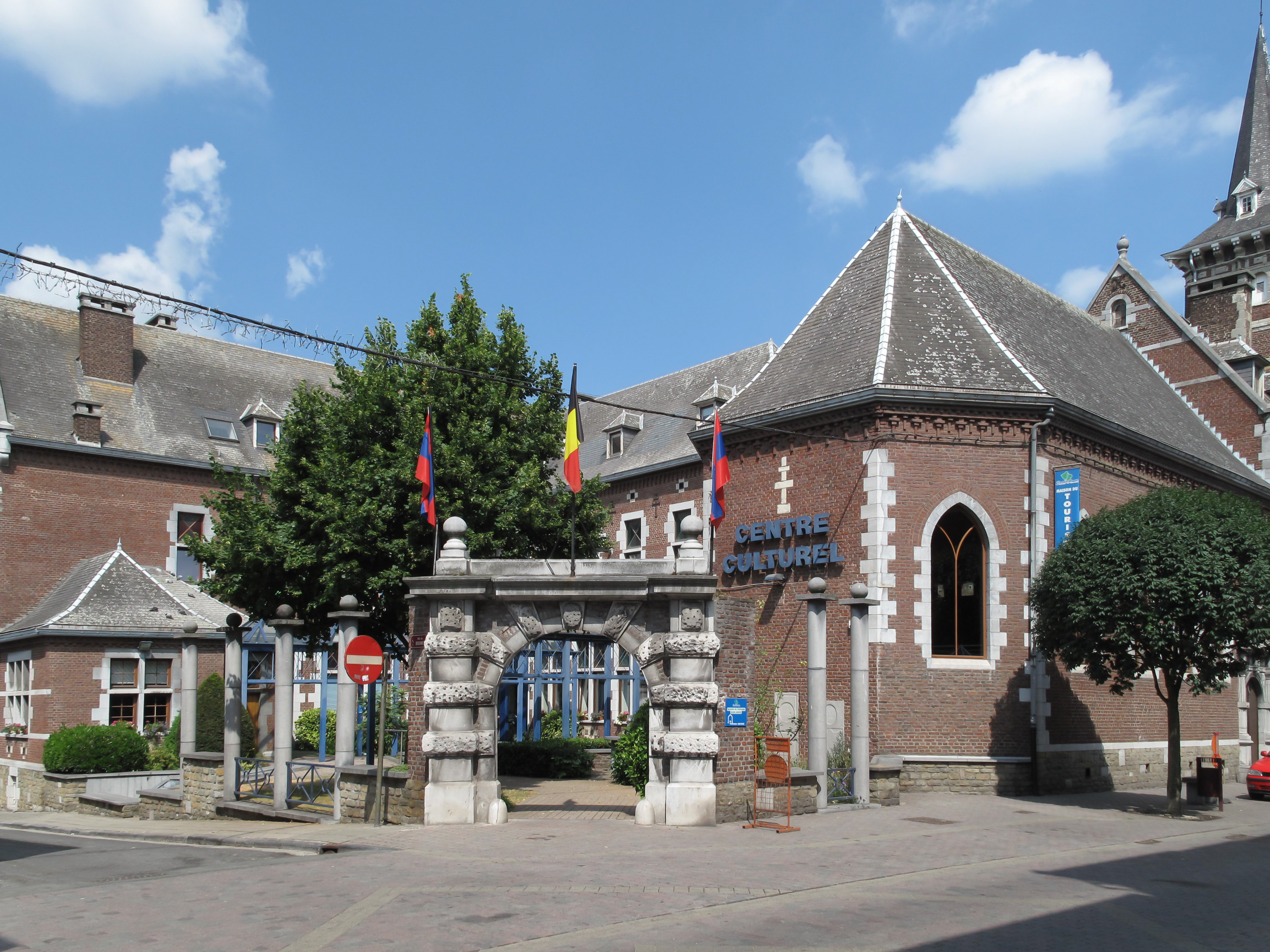
Kulturelles Zentrum
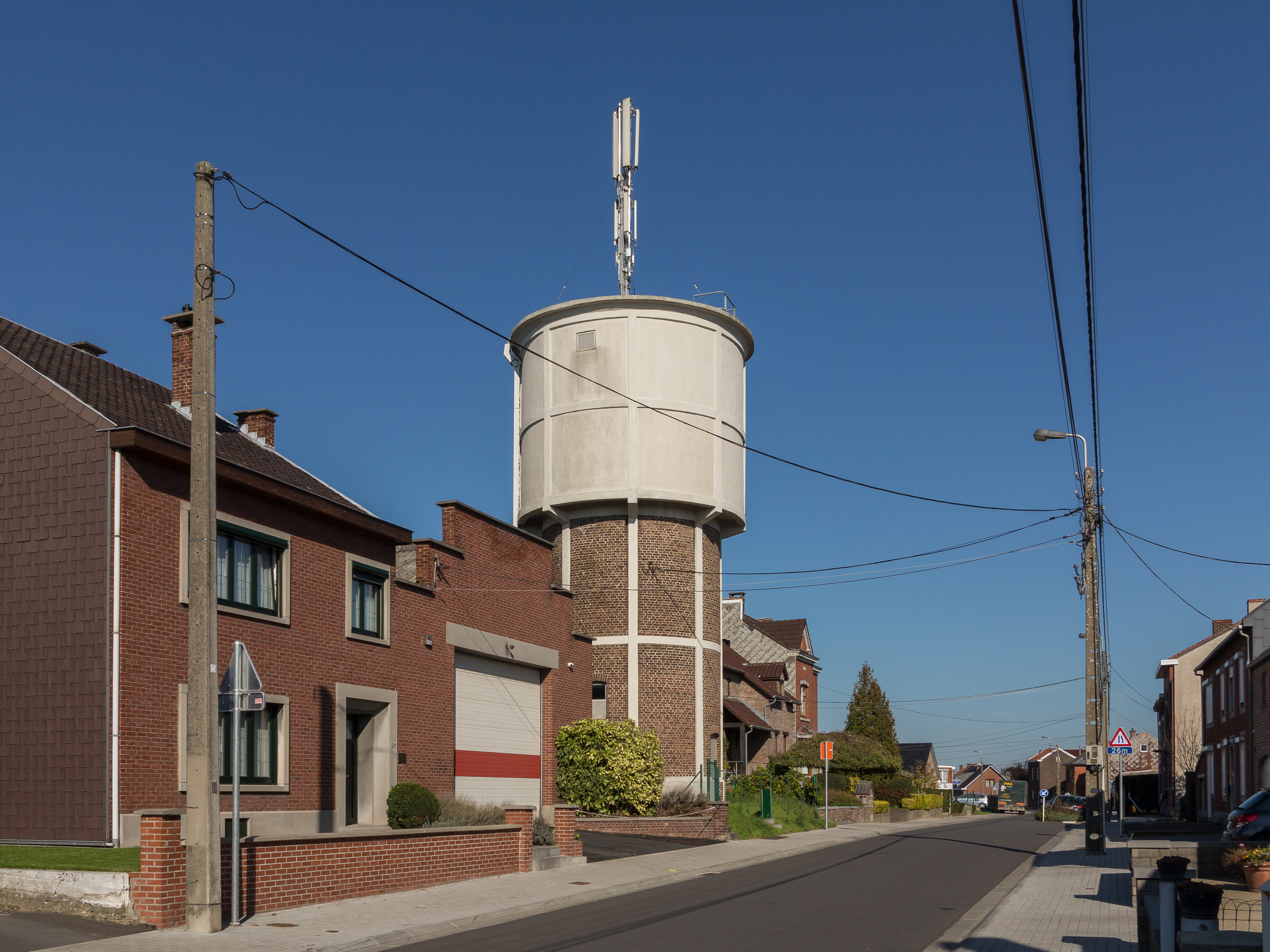
Wasserturm in Cheratte-Hauteurs
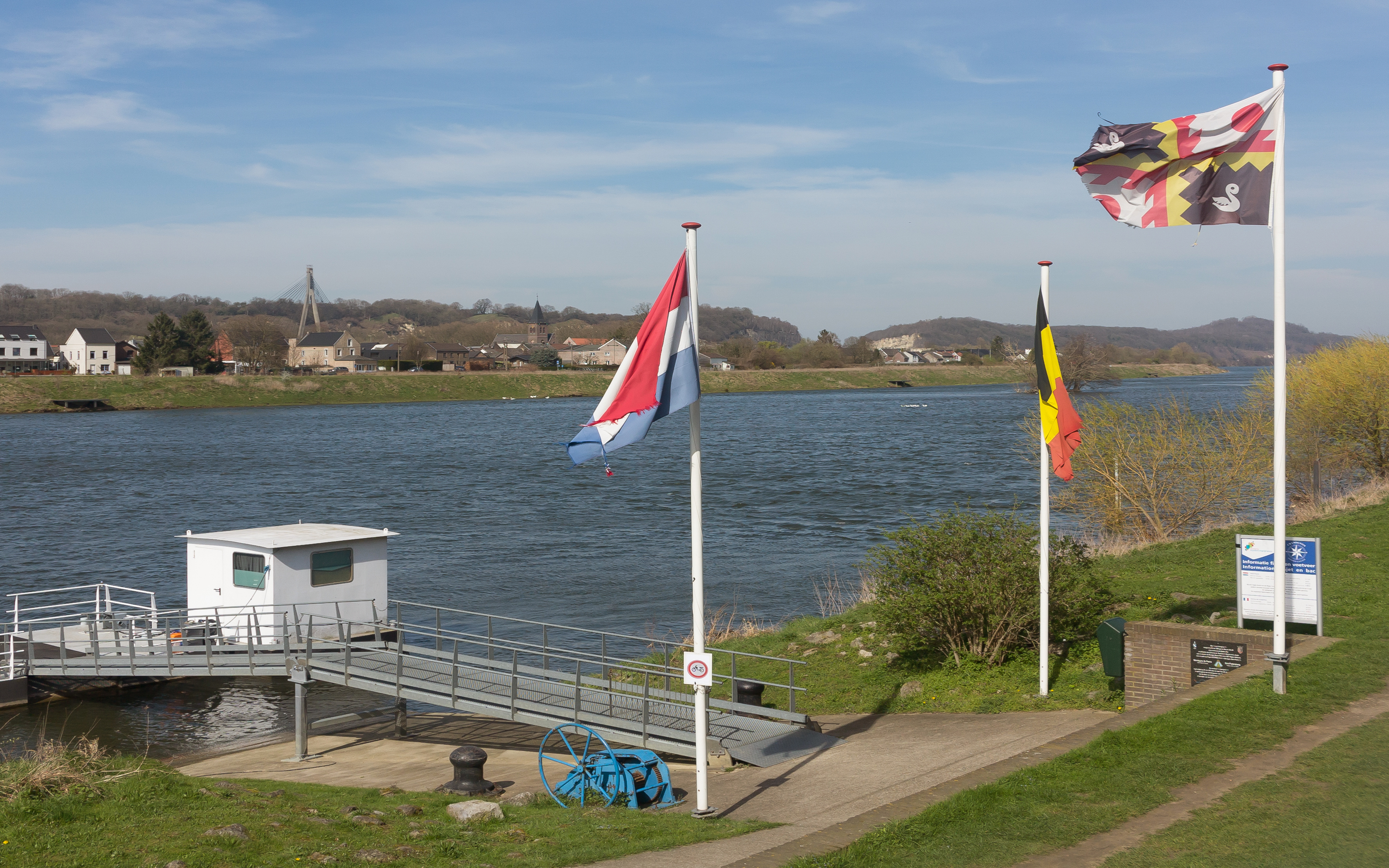
Blick von Lanaye über die Maas auf das niederländische Dorf Eijsden

## Verkehr

### Bahn
Die Stadt liegt an der Bahnstrecke Lüttich–Maastricht (L 40) und wird jeweils stündlich von der S 43 Lüttich–Maastricht und der S 44 Waremme–Visé der S-Bahn Lüttich angefahren. Während der Hauptverkehrszeit verkehren zusätzliche P-Züge nach und von Brüssel. Nördlich des Bahnhofs von Visé kreuzt die Güterumgehungsbahn, Bahnstrecke Aachen–Tongern (L 24, „Montzenroute“). Die beiden Bahnstrecken sind über eine Verbindungskurve miteinander verbunden. Die Stadt Visé verfügt darüber hinaus über einige regionale Buslinien der Gesellschaft TEC, unter anderem nach Lüttich.

### Straße
Parallel zur Maas verläuft die Europastraße 25. Städtebaulich ungünstig trennt sie als Autobahn A25 die Kernstadt Visé vom Fluss.

### Schifffahrt
Wichtigster Schifffahrtsweg ist hier nicht die Maas selbst (Schiffe bis 600 Tonnen), sondern der westlich parallel dazu gebaute Canal Albert (bis 2000 Tonnen). Die Maas ist vor Visé nur zwischen den Stauwerken Pont-Barrage de Lixhe (Maas km 127,5) und Pont Barrage de Monsin (Maas km 115) auf einer Länge von ca. 12 km für jegliche Schifffahrt nutzbar.
Der 1,1 km lange Canal de Haccourt à Visé mit der Schachtschleuse Écluse de Visé (Maas km 126,5) verbindet seit 1850 die Maas mit dem damaligen Lüttich-Maastricht-Kanal und seit 1939 mit dem Albertkanal. Mit einer Breite von 7 m und einer Länge von 55 m ist diese Schleuse für den Frachtverkehr heute von untergeordneter Bedeutung. Bedeutende Häfen liegen in den Stadtteilen Lixhe und Argenteau, der Hafen Port de plaisance de Visé im Canal de Haccourt à Visé dient dem Freizeitverkehr. Neben der Écluse de Visé ist der Flussabschnitt vor Visé auch über die Ecluse de l’Île de Monsin (Maas km 117,5) in Lüttich mit dem Albertkanal verbunden.

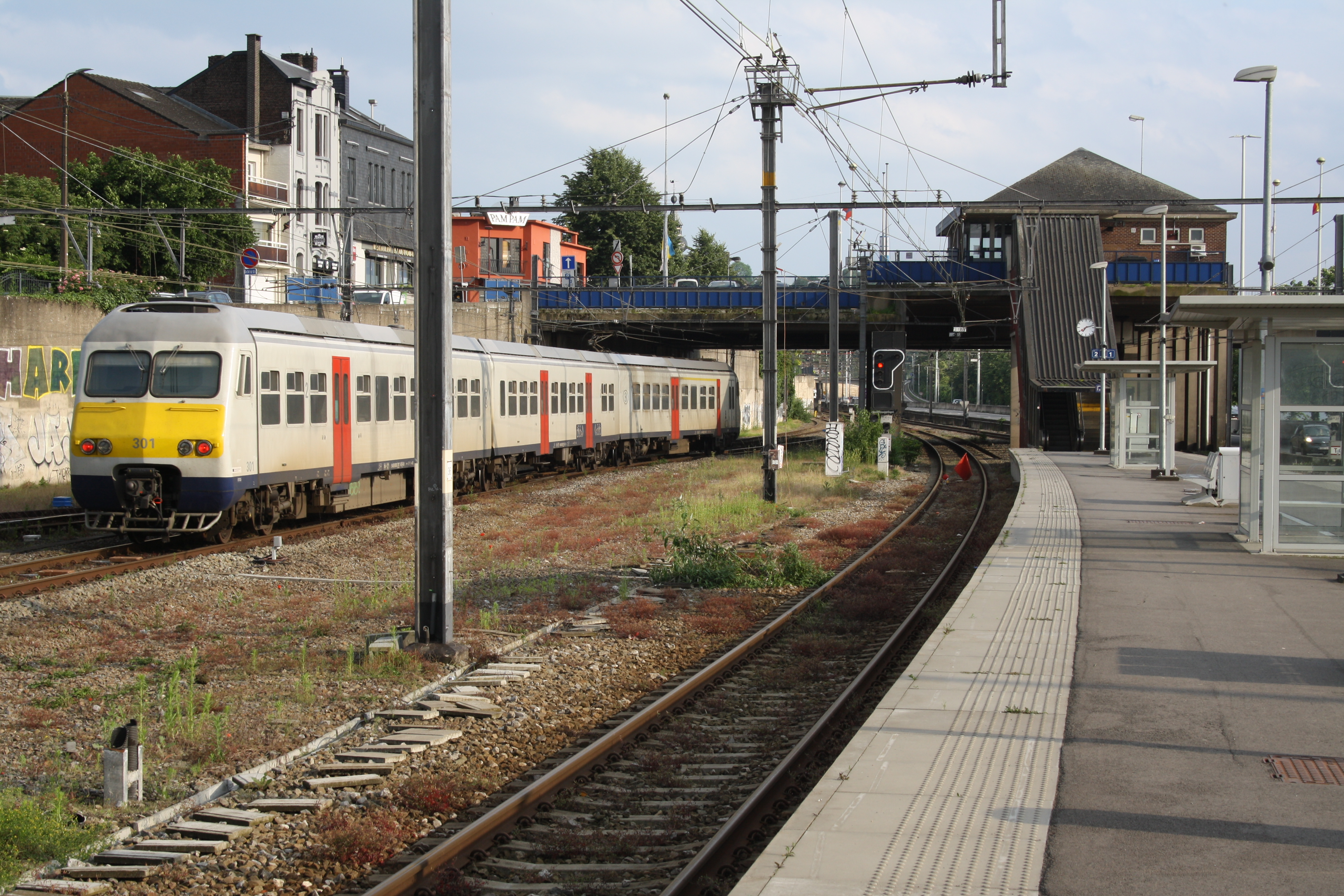
Bahnhof
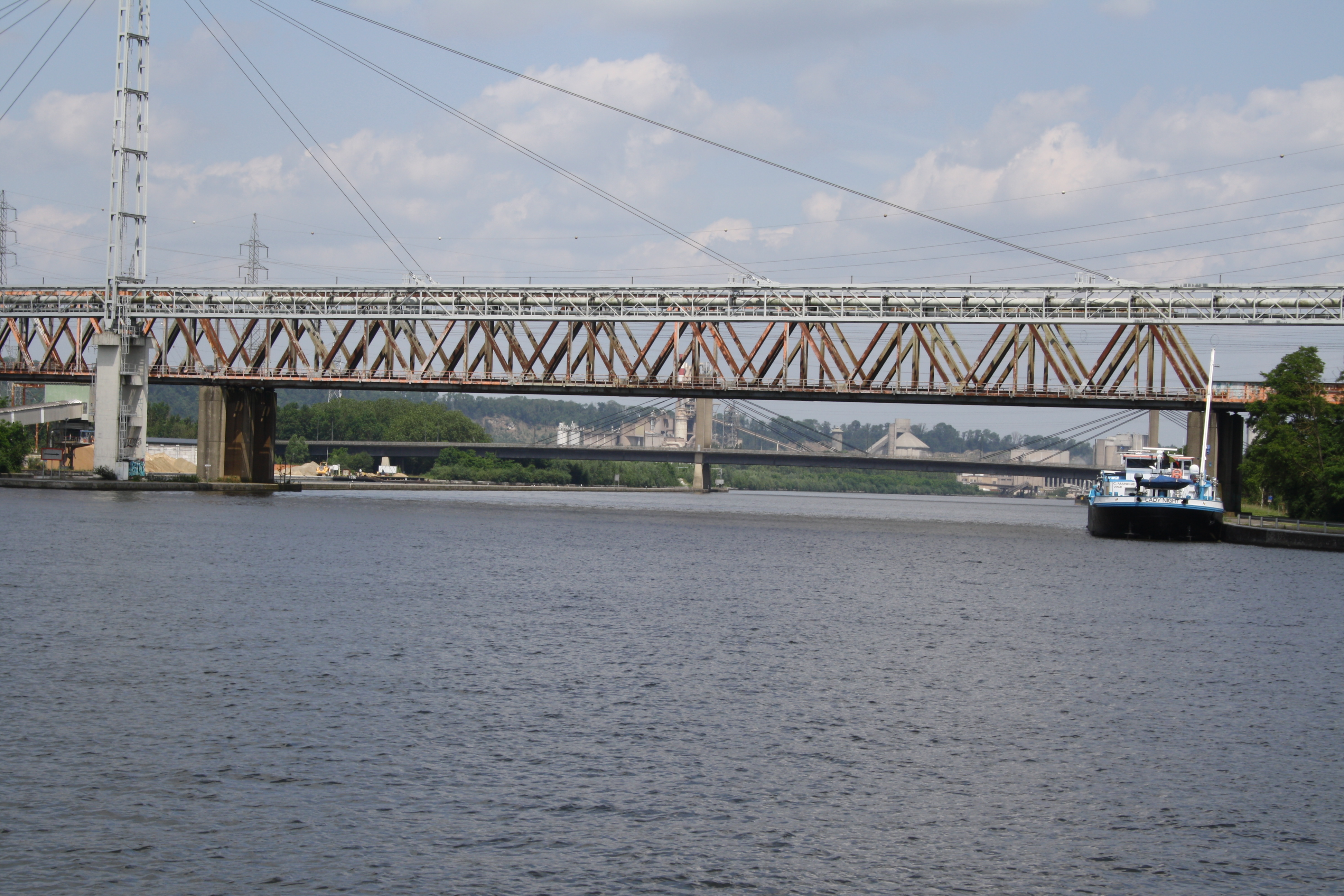
Albert-Kanal mit Brücke der „Montzenroute“
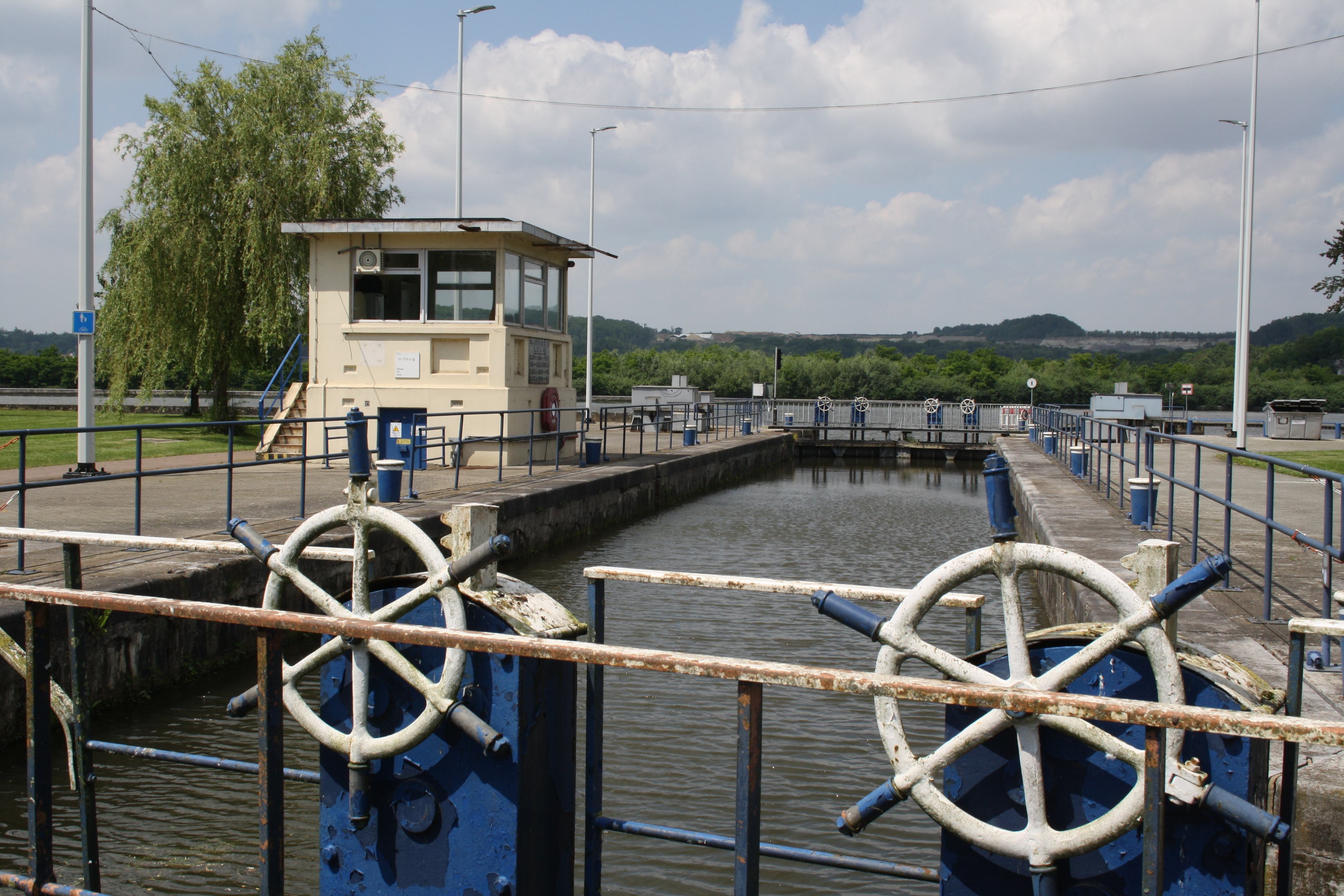
Écluse de Visé
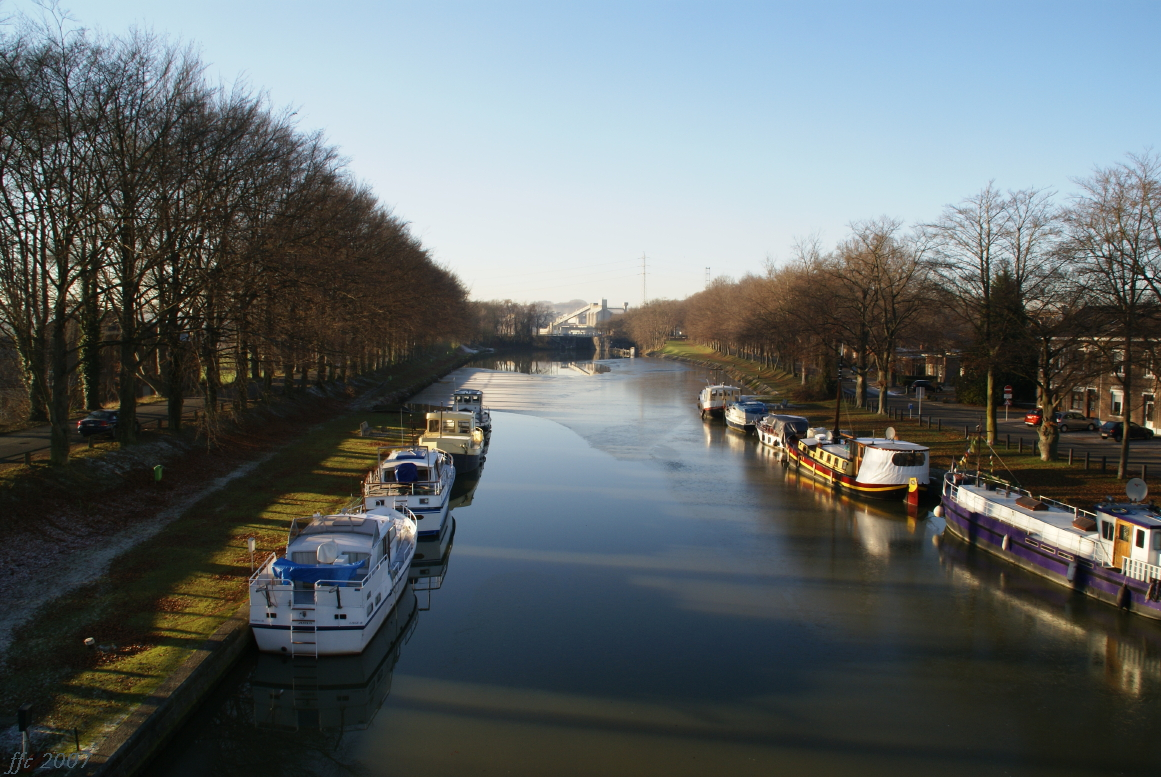
Port de plaisance de Visé im Canal de Haccourt à Visé

## Industrie
- Mehrere Zementwerke (CBR, Haccourt und Portland), sowie Betriebe zur Herstellung von Beton und Betonprodukten.
- Imerys: Gewinnung von Mineralstoffen (Graphit, Kalziumkarbonat, Feldspat, Kaolin) für industrielle Zwecke.
- Im Stadtteil Lixhe ist seit 2020 die Umspannanlage sowie Endpunkt der Hochspannungsleitung ALEGrO zwischen Deutschland und Belgien.

## Söhne und Töchter der Stadt
- Johannes Walter Sluse (1628–1687), Kardinaldiakon
- Jacques Martin (1851–1930), Komponist, Dirigent und Musiker
- Guillaume-Marie van Zuylen (1910–2004), Geistlicher, Bischof von Lüttich